# Jacques Pierre Abbatucci
Jacques Pierre Abbatucci (Geacoms Petro Abbatucci, Zicavo, Córcega, Francia, 7 de septiembre de 1723-Ajaccio, 17 de marzo de 1813) fue un oficial corso del ejército de la Córcega genovesa, el Antiguo Régimen de Francia y la Primera República Francesa.

## Familia
Su padre era Jean Séverin Antoine Abbatucci, un general corso al servicio de la República de Venecia, y su madre era Rose Paganelli, hija del general corso Dominique Paganelli, conocido como Zicavo. Los tres hijos de Jacques Pierre también sirvieron en el ejército republicano francés:
- Séverin - murió en 1794 en Toulon por heridas recibidas en la batalla de Calvi
- Jean Charles - general, murió en 1796 en Huningue.
- Antoine - comandante de batallón, murió en 1798 durante la campaña napoleónica en Egipto y Siria.

El nieto de Jacque Pierre, Jacques Pierre Abbatucci, fue ministro del gobierno durante el Segundo Imperio Francés.

## Vida

### Córcega bajo dominio genovés
Estudió en el colegio jesuita de Brescia, antes de graduarse con un doctorado en Medicina de la universidad de Padua en 1746. Regresó a Córcega, donde en 1753, después del asesinato de Gian Pietro Gaffori, se convirtió en asesor de Petreto, teniente general de la milicia Pieve en Ornano, Istria, Rocca y Talavu. La situación en la isla en ese momento era muy tensa: Génova intentaba desesperadamente aferrarse a la isla, pero la salida de las tropas francesas al mando de Cursay lo puso en una situación peligrosa. En 1755 Pasquale Paoli fue elegido general de los corsos por 16 de los 66 pievi o provincias, con los cuatro pievi meridionales (incluido Abbatucci) uniéndose a él en 1757. Abbatucci fue elegido teniente general del sur de la isla en 1763, en lo que era efectivamente un golpe interno dentro de las milicias de Córcega. Esto condujo a su arresto y encarcelamiento en Corte por Paoli desde noviembre de 1763 hasta mayo de 1764, después de lo cual fue desterrado. Aun así, permaneció en Córcega hasta 1766, antes de partir hacia la Toscana.
En 1766 Paoli hizo a Abbatucci general del sur de Córcega. En octubre de 1768 luchó contra las fuerzas de Chauvelin en la batalla de Borgo, antes de detener a Grandmaison y relevar a Narbonne. Después de la derrota en la batalla de Ponte Novu, Abbatucci cubrió la retirada de Paoli, y luego juró lealtad al rey de Francia.

### Oficial del ejército francés
Inmediatamente fue nombrado capitán de dragones con el rango de teniente coronel en la legión corsa, antes de llegar a ser teniente coronel en 1770. Consolidó su posición por su elección a los Estados de Córcega y luego recibió se convirtió el mando del regiment Provincial Corso. También fue instruido para combatir el bandolerismo, especialmente en el Fium'Orbo, pero estuvo implicado en un caso de asesinato, después de falso testimonio, y fue arrestado en 1779. Estuvo encarcelado tres años, aunque el fallo fue anulado en 1782 y Abbatucci declarado inocente ante el parlamento de Aix en 1786. Fue nombrado caballero de la Orden de San Luis el 6 de septiembre de 1789.
En la Revolución Francesa, fue elegido coronel general de la Guardia Nacional de Francia del sur de Piève antes de retirarse. Luego ascendió a mariscal de campo el 1 de marzo de 1791, a la cabeza de los guardias de los dos cantones corsos, donde luchó contra las amenazas de los contrarios a la independencia de Córcega. Derrotado en las elecciones a la Convención Nacional en 1793, permaneció en Córcega y con los representantes enviados por la Convención organizó la resistencia a los intentos británicos de ocupar Córcega convocados por Pasquale Paoli. Después de su derrota en el asedio de Toulon por Napoleón Bonaparte, otro corso, los británicos se apoderaron de Saint-Florent en febrero de 1794 y luego sitiaron a Bastia en mayo. Abbatucci participó en la defensa de Calvi contra los británicos, negociando la rendición de la fortaleza con honores militares en agosto y siendo repatriada a Toulon por los ingleses.
En 1794 fue nombrado general de división en el ejército del Rin y del Mosa, con el que luchó en todas sus operaciones. Finalmente ascendió a general de brigada el 17 de diciembre de 1795 en el ejército de Italia bajo Bonaparte, alcanzando el rango de general de división el 16 de abril de 1796. Fue liberado de la campaña en 1796 debido a su edad (tenía ahora 73 años) y se instaló en Aix-en-Provence, donde ejerció un comando como general de división en Córcega hasta finales de 1796. Su retiro fue autorizado en diciembre de 1796, por lo que fue dado de baja en enero de 1797 y finalmente retirado el 23 de septiembre de 1800.